# Åke Wahlestedt
Karl Åke Wahlestedt född 7 december 1914 i Stockholm, död 13 juni 2012 i Karlskrona, var en svensk advokat och diplomat.

## Biografi
Wahlestedt blev jur.kand. vid Stockholms högskola 1938. Därefter arbetade han för Stockholmsadvokaten Hugo Lindberg. Han hade i unga år ett stort filmintresse och skrev bland annat artiklar för Filmjournalen. 
Under andra världskriget blev Wahlestedt successivt allt mer engagerad i hjälparbete. Mellan juli 1944 och april 1945 tjänstgjorde han som legationssekreterare vid skyddsmaktsavdelningen inom svenska beskickningen i Berlin. Han hade där att under ytterligt krävande förhållanden bistå en ständigt växande ström av hjälpsökande ryssar, holländare, finländare, islänningar, mexikaner och argentinare med juridiska frågor av komplex natur. Wahlestedt och hans kollegor, inkluderande Gunnar Lagergren, förhandlade därför med tyska myndigheter på daglig basis. Wahlestedt besökte ett antal koncentrationsläger för att försöka säkerställa att ingen där var under svenskt beskydd.
En betydande del av Wahlestedts arbete var att förbereda och planlägga försvaret av krigsfångar som stod åtalade inför tysk domstol. Till exempel tillbringade Wahlestedt en stor del av januari 1945 i den krigshärjade polska staden Łódź (då kallad Litzmannstadt) där han framgångsrikt försvarade sex holländska officerare som var krigsfångar i Grüna-lägret. Därför utnämndes han sedermera till officer i Nederländska Oranien-Nassauorden av Juliana av Nederländerna år 1966. Liksom Raoul Wallenberg i Budapest, om än i mindre skala, utfärdade Wahlestedt och hans kollegor i Berlin skyddspass som identifierade bärarna som svenska undersåtar och därmed i bästa fall hindrade deras deportering. Vidare ombesörjde Wahlestedt att somliga individer med judiskt ursprung kunde gömma sig i en förhyrd lägenhet med en svensk legations-skylt på dörren.
Efter krigsslutet återvände Wahlestedt till Sverige. Från 1948 drev han advokatbyrå i Karlskrona och var aktiv fram till 80-årsåldern. Hans hustru, Irena, som han gifte sig med i Berlin den 15 mars 1945, avled 2015. Två söner, Vidar och Claes, är kvarlevande.